# Liste der Staatsoberhäupter 105
Übersicht
◄◄ | ◄ | 101 | 102 | 103 | 104 | Liste der Staatsoberhäupter 105 | 106 | 107 | 108 | 109 | ► | ►►

Weitere Ereignisse

## Afrika
- Aksumitisches Reich
  - König: s. Aksumitisches Reich

- Reich von Kusch
  - König: Teqerideamani I. (90–114)

- Römisches Reich
  - Provincia Romana Aegyptus
    - Präfekt: Gaius Vibius Maximus (103–107)

## Asien
- Armenien
  - König: Sanatrukes (75–110)

- China
  - Kaiser: Han Hedi (88–106)

- Iberien (Kartlien)
  - König: Mirdat I. (58–106)

- Indien
  - Shatavahana
    - König: Sivasvhati (bis 106)

- Japan (Legendäre Kaiser)
  - Kaiser: Keikō (71–130)

- Korea
  - Baekje
    - König: Giru (77–128)

  - Gaya
    - König: Suro (42–199?)

  - Silla
    - König: Pasa von Silla (80–112)

- Kuschana
  - König: Kanischka I. (100–126)

- Nabataea
  - König: Rabbel II. (70–106)

- Osrhoene
  - König: Sanatruk (91–109)

- Partherreich
  - Schah (Großkönig): Pakoros II. (78–115)

- Römisches Reich
  - Provincia Romana Syria
    - Legatus: Aulus Cornelius Palma Frontonianus (104–108)

## Europa
- Bosporanisches Reich
  - König: Sauromates I. (93/94–123/124)

- Dakien
  - König: Decebalus (85–106)

- Iberien
  - König: Azork  (87–106)

- Römisches Reich
  - Kaiser: Trajan (98–117)
    - Konsul: Tiberius Iulius Candidus Marius Celsus (105)
    - Konsul: Aulus Iulius Quadratus (105)
    - Suffektkonsul: Gaius Iulius Quadratus Bassus (105)
    - Suffektkonsul: Gnaeus Afranius Dexter (105)
    - Suffektkonsul: Quintus Caelius Honoratus (105)
    - Suffektkonsul: Marcus Vitorius Marcellus (105)
    - Suffektkonsul: Gaius Caecilius Strabo (105)